# Epistephium brevicristatum
Epistephium brevicristatum är en orkidéart som beskrevs av Richard Evans Schultes. Epistephium brevicristatum ingår i släktet Epistephium och familjen orkidéer.
Artens utbredningsområde är Colombia. Inga underarter finns listade i Catalogue of Life.